# ألفرد بيلي (لاعب كريكت)
ألفرد بيلي (3 مارس 1932 بأديلايد في أستراليا - ) (بالإنجليزية: Alfred Bailey)‏ هو لاعب كريكت أسترالي.

## وصلات خارجية
- ألفرد بيلي (لاعب كريكت) على موقع إي آس بي آن كريك إنفو (الإنجليزية)